# Oxyprosopus davouldjiani
Oxyprosopus davouldjiani là một loài bọ cánh cứng trong họ Cerambycidae.